# Laurent Nuñez
Pour les articles homonymes, voir Núñez.
Ne doit pas être confondu avec Laurent Nunez.
Laurent Nuñez, de son nom complet Laurent Nuñez-Belda, né le 19 février 1964 à Bourges  (Cher), est un haut fonctionnaire et homme politique français.
Depuis le 21 juillet 2022, il est préfet de police de Paris, après avoir été notamment coordinateur national du renseignement et de la lutte contre le terrorisme  (2020-2022), secrétaire d'État auprès du ministre de l'Intérieur Christophe Castaner (2018-2020), directeur de la direction générale de la Sécurité intérieure (DGSI) (2017-2018) et préfet de police des Bouches-du-Rhône (2015-2017).

## Biographie

### Jeunesse et études
Laurent Nuñez-Belda est issu d'une famille de pieds-noirs d'origine espagnole ayant quitté l'Andalousie à la fin du XIXe siècle pour s'installer dans la région d'Oran, en Algérie française. En 1962, deux ans avant sa naissance, ses parents sont rapatriés en France métropolitaine, dans la ville de Bourges. Sa mère est institutrice et son père, Jean-Marie, est architecte. Laurent Nuñez grandit entouré de sa sœur jumelle et d'un frère plus jeune que lui. 
Après un diplôme d’études supérieures spécialisées (DESS) en gestion des collectivités locales à l'université de Tours, il intègre le service économique du conseil général du Cher en 1987 puis devient inspecteur des impôts.
Il est admis à l'École nationale d'administration par concours interne en 1997 dans la promotion Cyrano-de-Bergerac.

### Parcours administratif
Laurent Nuñez intègre en 1999 le ministère de l'Intérieur à la direction générale des collectivités locales (DGCL) comme administrateur civil.
Muté à Vesoul (Haute-Saône) comme sous-préfet, secrétaire général de la préfecture, il découvre les problèmes liés au monde industriel (Peugeot) et rural (élevage et production laitière). En 2005, il revient au ministère de l’Intérieur, comme chef du bureau de la gestion du corps préfectoral.
Il est nommé à la direction du cabinet du préfet de Seine-Saint-Denis Claude Baland en 2008,, puis, entre 2010 à 2012, il est sous-préfet de Bayonne, dans le Pays basque, à la suite d'Éric Morvan. Il s'y familiarise à la lutte anti-terrorisme.

### Préfectures de police de Paris et de Marseille
Il rejoint la préfecture de police de Paris à sa nomination comme préfet en tant que directeur de cabinet du préfet de police Bernard Boucault entre 2012 et 2015, période durant laquelle ont notamment lieu les manifestations de La Manif pour tous et les attentats contre Charlie Hebdo et l'Hyper Cacher. Ensuite, de 2015 à 2017, il est préfet de police des Bouches-du-Rhône, où il est confronté à des règlements de comptes liés à la drogue. En 2016, lors des grèves et manifestations anti-loi travail, il tente de faire évacuer les ouvriers qui bloquent le terminal pétrolier de Fos-sur-Mer par des charges de CRS, l'utilisation d'un canon à eau, de gaz lacrymogènes et de flash-ball entraînant plusieurs blessés du côté des grévistes.

### Directeur général de la Sécurité intérieure
Dans le cadre de la réorganisation du renseignement français voulue par le président de la République Emmanuel Macron, Laurent Nuñez est nommé le 22 juin 2017 à la tête de la DGSI, en remplacement de Patrick Calvar,. À ce poste, il se distingue de son prédécesseur en menant une politique d'« ouverture », et assumant une part de communication et de pédagogie.

### Secrétaire d'État auprès du ministre de l'Intérieur
Le 16 octobre 2018, il est nommé secrétaire d’État auprès du ministre de l'Intérieur dans le deuxième gouvernement Édouard Philippe. Il est réputé proche de son ministre de tutelle Christophe Castaner, formant un tandem où ce dernier assume un rôle plus politique, tandis que Laurent Nuñez intervient davantage comme expert en matière de sécurité ; il travaille étroitement dans ce cadre, apparaissant notamment à ses côtés lors d’auditions au Sénat. Il s'implique particulièrement dans la gestion des manifestations du mouvement des Gilets jaunes.

### Coordonnateur national du renseignement et de la lutte contre le terrorisme
Le 15 juillet 2020, il est nommé coordonnateur national du renseignement et de la lutte contre le terrorisme, succédant à Pierre de Bousquet de Florian,.

### Préfet de police de Paris
Le 20 juillet 2022, sur proposition du ministre de l’intérieur Gérald Darmanin, il est nommé préfet de police de Paris en remplacement de Didier Lallement,.
En 2023, Laurent Nuñez prend la défense de la brigade BRAV-M, brigade créée en 2019 et mise en cause à de nombreuses reprises pour une utilisation excessive de la violence et responsable notamment de sept blessés graves lors du mouvement social contre la réforme des retraites la même année.
En février 2024, Laurent Nuñez émet un avis «particulièrement favorable» pour que le policier qui a tué Nahel Merzouk soit muté dans le commissariat de son choix.

## Vie privée
Marié, il est père de deux filles.

## Décorations
- Commandeur de la Légion d'honneur (promu en 2025)[25] (chevalier en 2011, officier en 2020),
- Officier de l'ordre national du Mérite en 2015[26] (nommé chevalier en 2006[27], fait chevalier le 31 mars 2007)
- Chevalier de l'ordre des Palmes académiques en 2018[28]
- Médaille de la sécurité intérieure, or en 2017[29]
- Médaille de la sécurité intérieure, or en 2024[30]
- Médaille d'honneur de la Police nationale, or en 2024[31]
- Médaille d'honneur de l'administration pénitentiaire, échelon argent (2017)[32]
- Grand-croix de l'ordre du Mérite de la Guardia Civil (es) (Espagne, 2019)[33]
- Croix d'officier de l'Ordre de l'Aigle Aztèque en 2020[34]
- Ordre olympique échelon argent, le 30 août 2024[35]